# Брокштет
Брокштет (њем. Brokstedt) општина је у њемачкој савезној држави Шлезвиг-Холштајн. Једно је од 112 општинских средишта округа Штајнбург. Према процјени из 2010. у општини је живјело 2.154 становника. Посједује регионалну шифру (AGS) 1061019.

## Географски и демографски подаци
Брокштет се налази у савезној држави Шлезвиг-Холштајн у округу Штајнбург. Општина се налази на надморској висини од 21 метра. Површина општине износи 12,6 km². У самом мјесту је, према процјени из 2010. године, живјело 2.154 становника. Просјечна густина становништва износи 171 становника/km².